# Helado que se lame a sí mismo

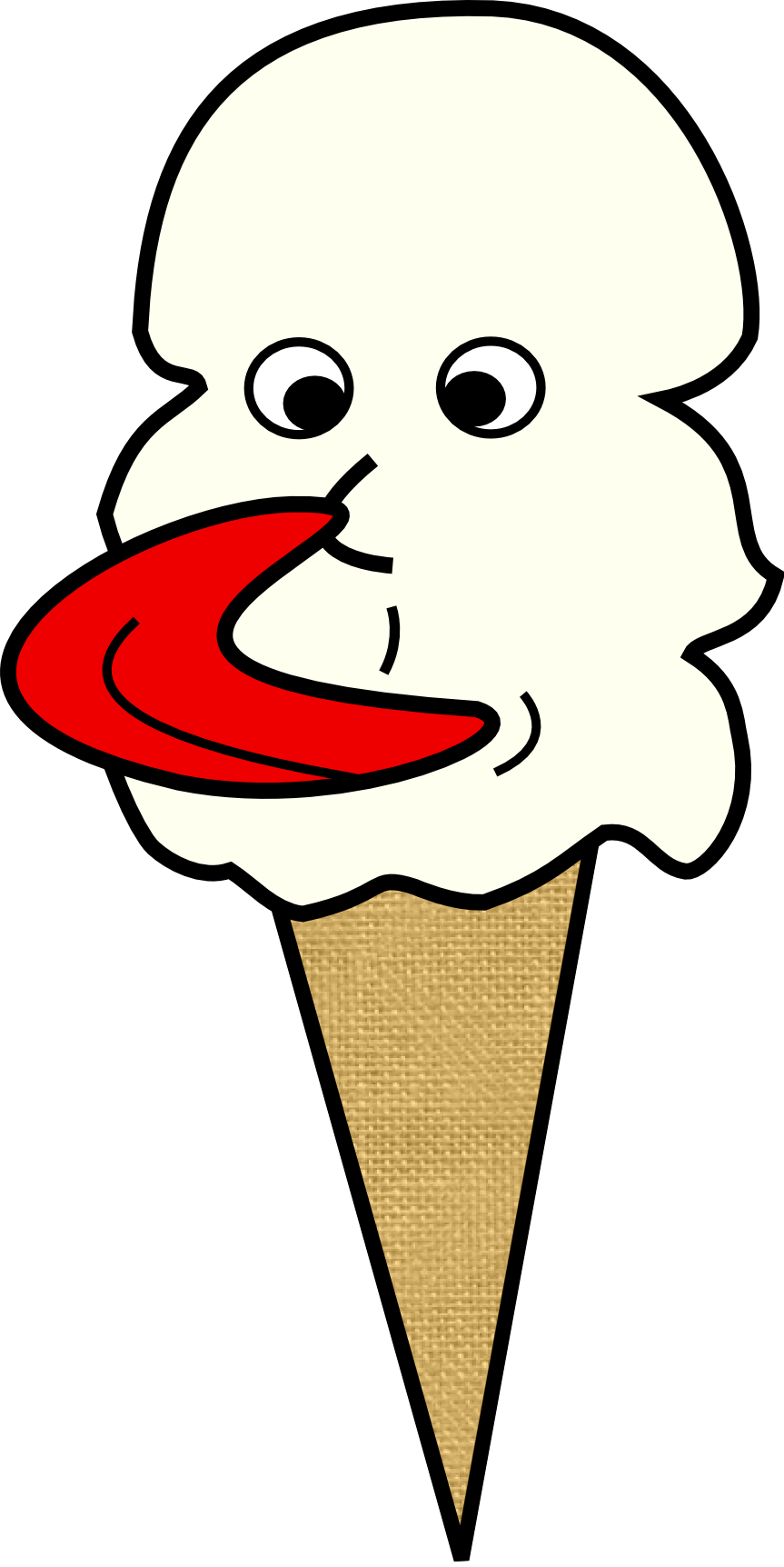
Helado lamiéndose a sí mismo.

Helado que se lame a sí mismo (del inglés self-licking ice cream cone) es una expresión de la jerga política anglosajona referida a un sistema político, económico o social, a menudo fuertemente burocratizado, que no cumple más función práctica que la de perpetuarse a sí mismo. Es similar aunque no idéntica a la expresión castellana pescadilla que se muerde la cola.

## Historia
La frase aparece por primera vez en el libro de 1991 Desert Victory: The War For Kuwait, de Norman Friedman, y en el paper On Self-Licking Ice Cream Cones, de Pete Worden, que lo utiliza para describir la burocracia de la NASA. Infraestructuras creadas durante la guerra fría se han comparado con helados que se lamen a sí mismos, ya que numerosos proyectos continuaron siendo financiados a pesar de que el comunismo ya había cesado de ser una amenaza.
El término se ha aplicado frecuentemente a programas gubernamentales que gastan el dinero de los contribuyentes en ejercer presión con el objetivo de recibir mayores contribuciones aún. También se ha usado para las burbujas financieras, los programas de entrevistas y la telerrealidad. En The Irish Times, Kevin Courtney escribió que "muchas organizaciones están sumidas en el limbo, destinadas a deambular sin nunca conseguir la meta que predican. Eso es porque su meta real es simplemente continuar existiendo pase lo que pase".

## En la cultura popular
Richard Hoggart lo utilizó para referirse a ciertos programas de las Naciones Unidas. Franklin C. Spinney también lo aplicó al complejo militar industrial.